# Commissione regionale antimafia
La Commissione d'inchiesta e vigilanza sul fenomeno della mafia in Sicilia è una commissione speciale dell'Assemblea regionale siciliana. Viene promossa con legge regionale all'inizio di ogni legislatura, ed è composta da 15 deputati regionali.

## Funzioni
Secondo la legge istitutiva spetta alla Commissione "vigilare ed indagare sulle attività dell'amministrazione regionale e degli enti sottoposti al suo controllo, sulla destinazione dei finanziamenti erogati e sugli appalti. Assume inoltre ogni altra iniziativa di indagine e proposta per il migliore esercizio delle potestà regionali in ordine al fenomeno mafioso in Sicilia".
Il Parlamento italiano istituisce una Commissione parlamentare antimafia con poteri d'indagine simili a quelli della magistratura.

## Storia
La prima commissione fu istituita nel gennaio 1991.
Alla presidenza della Commissione si sono succeduti: Angelo Ganazzoli (PSI), Giuseppe Campione (DC), Pietro Maccarrone (PCI), Fabio Granata (AN), Carmelo Incardona (AN) e Lillo Speziale (PD). Dal 23 maggio 2013 al novembre 2017 la Commissione è stata presieduta dal deputato regionale Nello Musumeci (La Destra, poi #DiventeràBellissima).
L'attuale presidente, eletto il 7 dicembre 2022, è Antonello Cracolici (Art.1). La commissione prevede poi due vicepresidenti.

## Presidenti
- Angelo Ganazzoli (PSI), 1981 – 1986.[2]
- Giuseppe Campione (DC), 1986 – 1991.
- Pietro Maccarrone (PCI), 1991 – 1996.
- Fabio Granata (AN), 1996 – 2001.
- Carmelo Incardona (AN), 11 gennaio 2002 – 28 giugno 2006.
- ? (?), 2006 – 2008.
- Lillo Speziale (PD), 2 luglio 2008 – 2012.
- Nello Musumeci (LD/#DB), 23 maggio 2013 – 4 aprile 2017.
- Claudio Fava (Art.1), 16 maggio 2018 – 25 settembre 2022.
- Antonello Cracolici (Art.1/PD), dal 7 dicembre 2022.[3]